# Asociación de baloncesto aficionado de Barbados
La BABA (por sus siglas en inglés "Barbados Amateur Basketball Association") es el organismo que rige las competiciones de clubes y la Selección nacional de Barbados.

## Ranking FIBA
| Po. | País                 | País     | Puntos |
| --- | -------------------- | -------- | ------ |
| 83  | Bandera de Barbados. | Barbados | 0.0    |

## Registros
- 40 Clubes Registrados.
- 700 Jugadores Autorizados
- 600 Jugadores NoAutorizados